# Rémuzat
Rémuzat ist eine französische Gemeinde mit 317 Einwohnern (Stand 1. Januar 2022) im Département Drôme in der Region Auvergne-Rhône-Alpes. Sie liegt links der Rhône in der Nähe von Nyons, etwa in der Mitte zwischen Montélimar und Gap. Sie zählt zu den beliebten Ausflugszielen der Region.

## Geographie

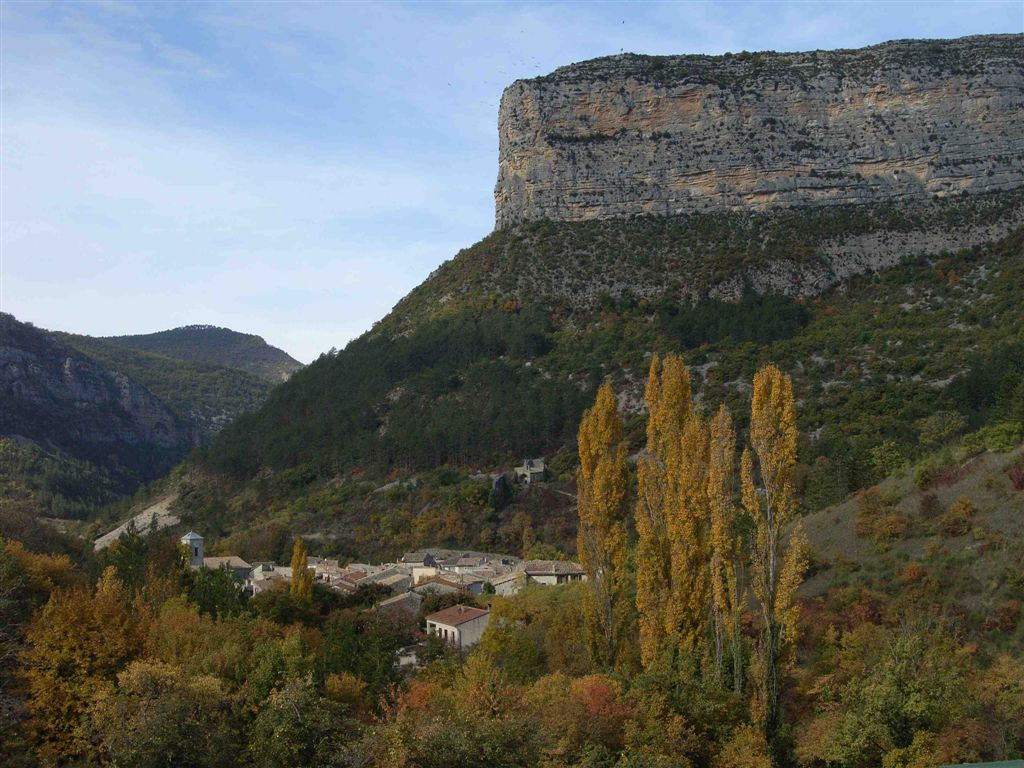
Rémuzat liegt am Fuß des Caire-Massivs. Unterhalb des Abhangs die romanische Kirche Saint-Michel.

Rémuzat erstreckt sich am linken Ufer des Flusses Oule, nahe dessen Einmündung in die Eygues, mitten in ausgedehnten Pflaumenbaum-Hainen.
Früher befand sich das bewohnte Zentrum am rechten Oule-Ufer, am Fuß des Caire-Massivs. Dort finden sich noch bauliche Reste und die romanische Kirche St. Michel.
Rémuzat liegt 28 km östlich von Nyons und 9 km südlich von La Motte-Chalancon.
Die angrenzenden Gemeinden sind Saint-May, Cornillac und Pelonne.

## Geschichte
Als alter Siedlungskern der Baronie von Mévouillon unterstand der Ort zunächst der Abtei Bodon und später der Abtei von Île Barbe. 1305 wurde der Ort von Baron Raymond V. und dem Abt von Île Barbe an Charles II., Herzog der Provence und König von Sizilien verkauft. Es gehörte seitdem zum Oule-Lehen und unterstand, bis zur Französischen Revolution der Regierung der Provence, dem Vikariat von Sisteron und dem Parlament von Aix-en-Provence. Im Juli 1790 wurde es per Gesetz zur Gemeinde des Départements Drôme ernannt, und mit der Verwaltungsneuordnung des Jahres VIII (1797) zum Hauptort des Kantons.

## Sehenswürdigkeiten

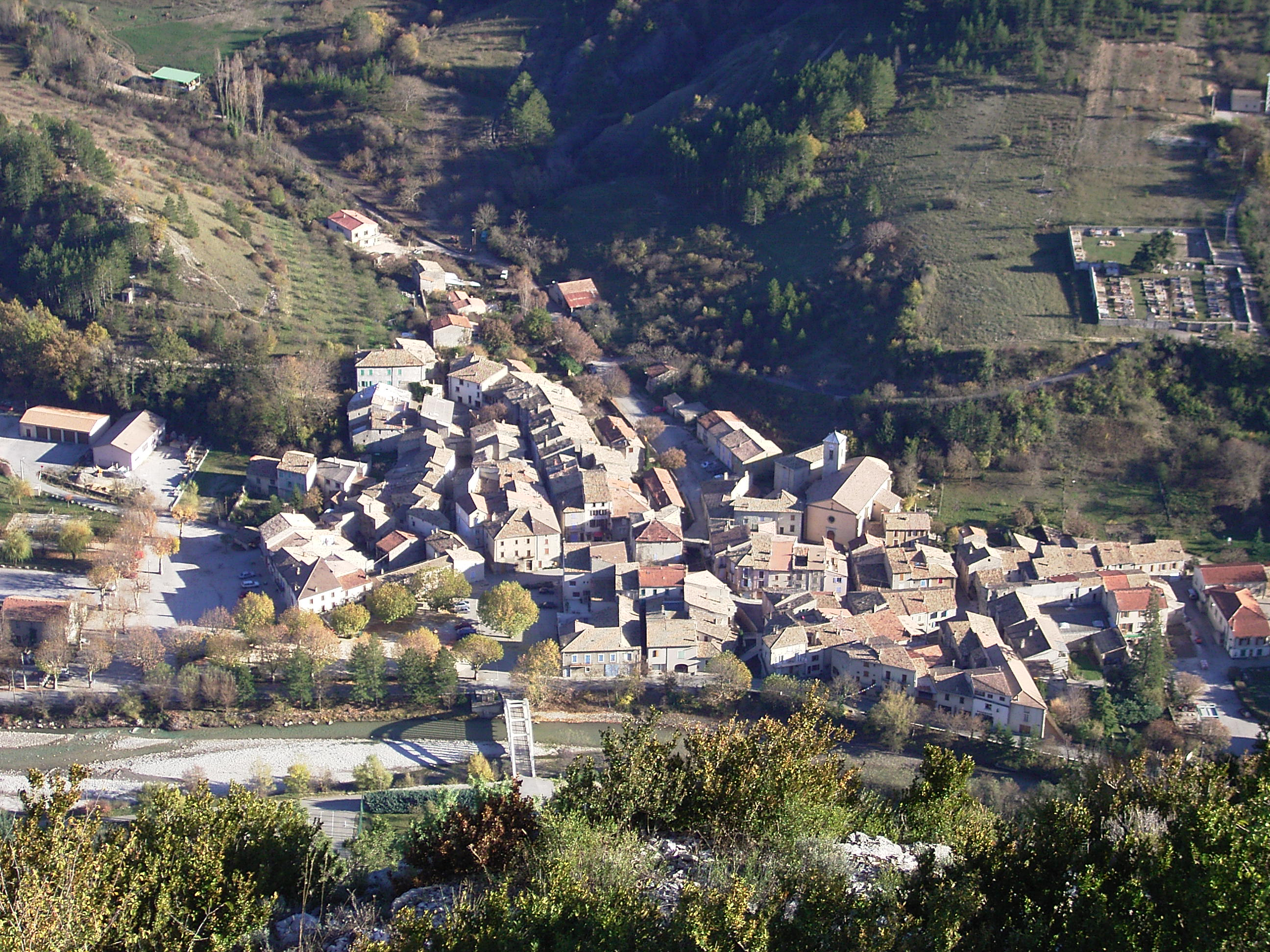
Blick auf Rémuzat vom Caire-Massiv aus

- Kapelle Saint-Michel: bescheidener romanischer Bau des 13. Jahrhunderts; auffallend ist der gallo-römische Architrav, der einen Fries mit korinthischem Laubwerk aufweist.

## Einwohner
| Jahr                       | 1962 | 1968 | 1975 | 1982 | 1990 | 1999 | 2016 |
| -------------------------- | ---- | ---- | ---- | ---- | ---- | ---- | ---- |
| Einwohner                  | 288  | 301  | 332  | 364  | 364  | 283  | 352  |
| Quellen: Cassini und INSEE |      |      |      |      |      |      |      |

## Persönlichkeiten
- Lucien Van Damme (1901–1989), geboren in Belgien, ein Priester, der wegen gesundheitlicher Probleme in die Region der Préalpes du Sud versetzt wurde. Als Pfarrer von Rémuzat für mehr als 60 Jahre (1928–1989) schrieb er über seine Gemeinde zahlreiche Artikel und publizierte einige Bücher:
  - Le château de Cornillon, 1968
  - Trente curés de Rémuzat racontés par le 31ème, 1971
  - Curés de Cornillac (Drôme) et de Cornillon-sur-l’Ouleau fil des siècles, 1975
  - Servantes de curés aux confins Diois-Baronnies (Provence), 1977
  - Curés d’autrefois et leurs ouailles à Sahune, 1984
- Jean Besson (* 1. Juli 1948), Senator der Drôme, Landrat von Rémuzat (1979–2004).
- Der deutsche Schriftsteller Christoph Meckel (* 12. Juni 1935 in Berlin; † 29. Januar 2020 in Freiburg im Breisgau) wohnte einen Teil des Jahres in Rémuzat.